# Plášťovce
Plášťovce (maďarsky Palást) jsou obec na Slovensku v okrese Levice. Žije v nich přibližně 1 400 obyvatel.

## Historie
Dne 10. srpna 1552 se u vesnice odehrála bitva mezi tureckým a císařským vojskem pod vedením Teuffela Erasmus. Bitva skončila na druhý den porážkou císařských vojsk, padlo několik tisíc vojáků, mezi nimi i vacovský biskup Augustin Sbardelatti (Dudith).

## Pamětihodnosti
- Římskokatolický kostel sv. Juraje z roku 1898
- Kaštel v Plášťovcích z 18. století
- Zámeček rodiny Ivánka, středisko skautů
- Ve správním území obce leží přírodní rezervace Šípka.

## Galerie

Panoramata obce
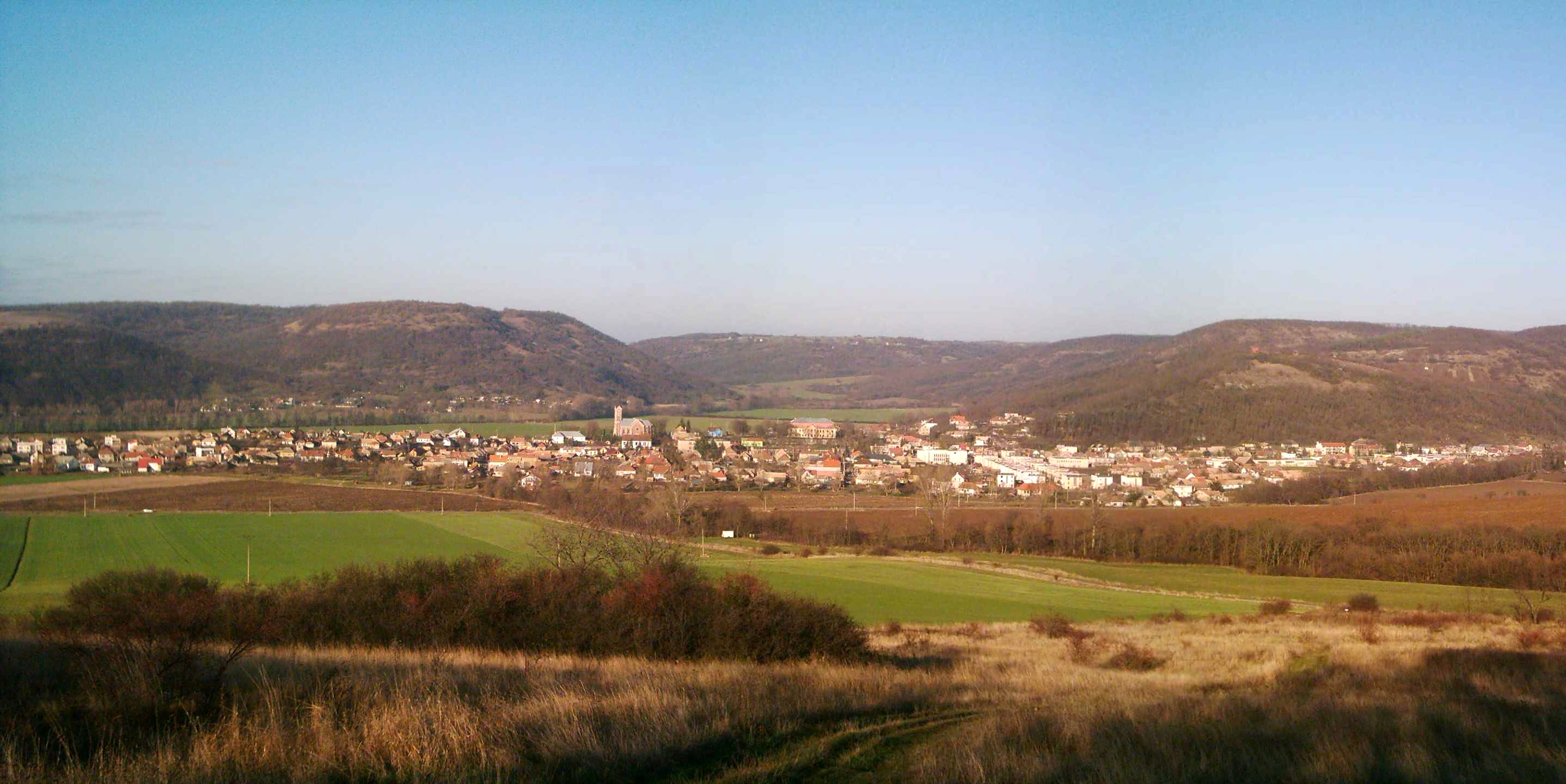
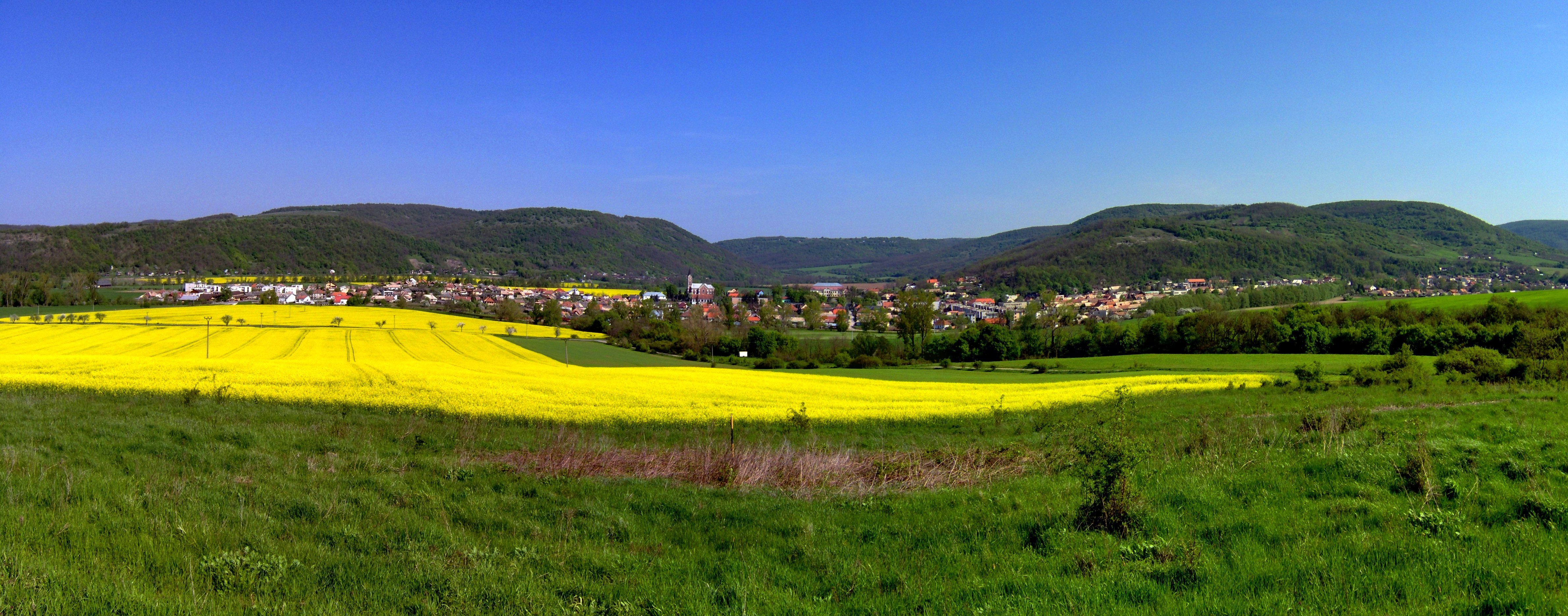
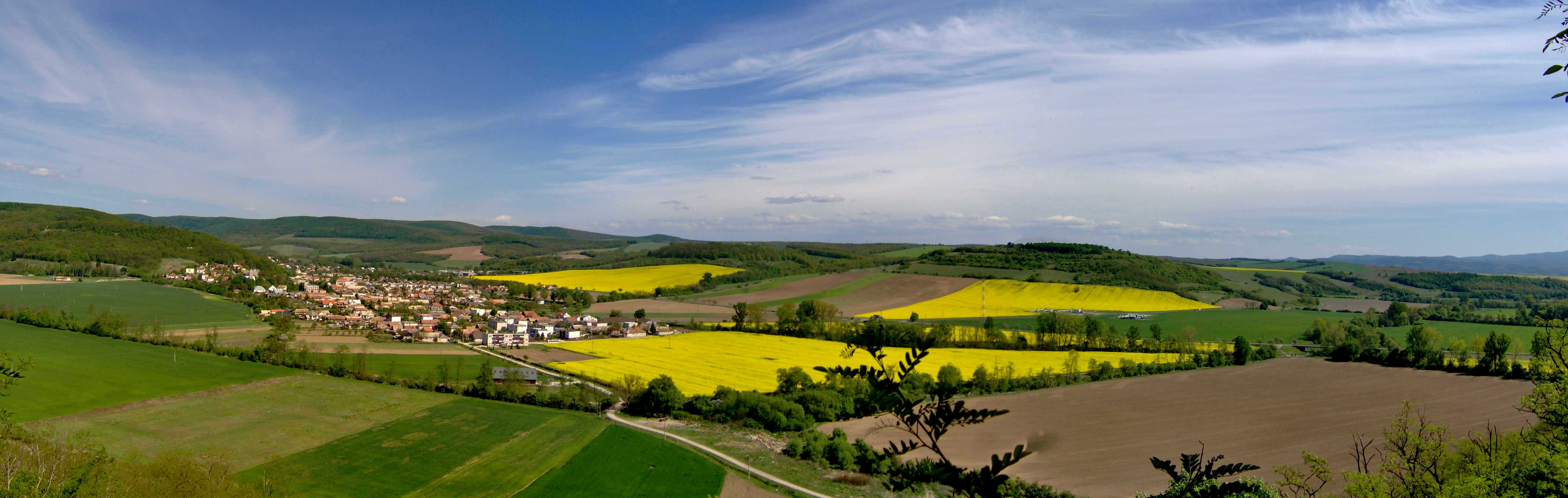